# كربال بيضوي
كربال بيضوي (الاسم العلمي:Ifloga obovata) هو نوع من النباتات يتبع جنس الكربال من الفصيلة النجمية.